# Björgvin Halldórsson
Pour les articles homonymes, voir Halldórsson.
Björgvin Helgi Halldórsson (né le 16 avril 1951), aussi connu sous le nom de Björgvin Halldórsson, Bo Halldorsson, ou Bo Hall, est un chanteur et auteur-compositeur islandais.
Il a représenté l'Islande au Concours Eurovision de la chanson 1995, avec la chanson Núna (Maintenant en français), qui s'est classée à la 15e place avec 31 points.

## Biographie

### Carrière
Bjorgvin a commencé sa carrière musicale en chantant sur scène avec le groupe néerlandais Bendix. Peu après, il forme le groupe Ævintýri avec Sigurjón Sighvatsson et Arnar Sigurbjörnsson, avec lesquels il chantera devant près de 4 300 personnes réunies dans le Laugardalshöll à Reykjavik, le 1er octobre 1969. Cette même année il sort son premier album solo, Þó líði µr og öld.
Durant le début des années 1970, il intègre plusieurs autres groupes sans grand succès.
C’est en 1978, qu’il sort son deuxième album solo, intitulé Ég syng fyrir þig, qui rencontre un grand succès en Islande. L’année suivante, il forme le groupe de rock 'n' roll HLH, avec les deux frères Halli et Laddi.
Durant les années 1980, il connaît toujours un certain succès, notamment en sortant plusieurs albums de chansons de Noël, auxquels participent d’autres artistes islandais ainsi que sa fille, Svala.
En 1994, il est l’un des premiers artistes islandais à populariser le gospel, avec plusieurs albums comme Hærra til þín en 1995, et Alla leið heim en 1997.
En 1995, il est choisi par la RUV pour représenter l'Islande au Concours Eurovision de la chanson 1995, qui s'est déroulé à Dublin en Irlande.
Dans les années 2000, il sort des compilations de ses chansons, et réalise plusieurs duos avec des artistes islandais,.
En 2017, tandis que sa fille Svala représente l'Islande avec la chanson Paper au Concours Eurovision de la chanson 2017, Björgvin est choisi pour dévoiler les points attribués par le jury islandais lors de la finale du concours.

### Vie privée
Björgvin a une fille qui est elle aussi chanteuse, Svala Björgvinsdóttir, dont il suit de près la carrière autant solo qu'au sein du groupe Steed Lord.

## Discographie

### Albums
- Þó líði µr og öld (1969)
- Ég syng fyrir þig (1978)
- Á hverju kvöldi (1982)
- Björgvin (1986)
- Jólagestir (1987)
- Allir fá þá eitthvað fallegt (1989)
- Jólagestir 2 (1989)
- Yrkjum Ísland (smáskífa) (1994)
- Þó líði µr og öld (1994)
- Núna (1995)
- Jólagestir 3 (1995)
- Alla leið heim (1997)
- Bestu jólalög Björgvins (1999)
- Um jólin (2000)
- Á hverju kvöldi (2000)
- Eftirlýstur (2001)
- Ég tala um þig (2002)
- Brúðarskórnir (2003)
- Duet (2003)
- Manstu það (smáskífa) (2005)
- Ár og öld (2005)
- Björgvin ásamt Sinfóníuhljómsveit Íslands & gestum (2006)
- Jólagestir 4 (2007)
- Jólagestir Björgvins í Höllinni 2008 (2008)
- Duet II / Duet II (Deluxe) (2010)
- Gullvagninn (2011)
- Duet 3 (en duo avec Jón Jónsson) (2013)
- Jólagestir Björgvins: Vinsælustu lögin 1987-2014 (2015)
- Ég trúi því (2015)
- 40 Songs of Iceland (2016)[7],[8]

### Singles
- Ný Jól (1980)
- Sönn Ást (1980)
- True Love (1981)
- Núna / If It's Gonna End in Heartache (1995)
- Ást er æði (2013)
- Kæri vinur (en duo avec Jón Jónsson) (2014)
- Ég er að tala um þig (2017)[7],[8]